# Трет-Бутиллитий
трет-Бутиллитий (t-BuLi) — литийорганическое соединение с формулой C4H9Li, производное изобутана, в котором атом водорода при центральном атоме углерода замещен на литий. Широко используется в органическом синтезе как сильное основание и литиирующий реагент.

## Получение
трет-Бутиллитий получают по реакции между трет-бутилхлоридом и литием. Методика требует внимательности, поскольку эти два реагента легко образуют изобутилен и изобутан. К смеси безводного пентана и 1 % сплава натрия с литием добавляют трет-бутилхлорид, содержащий немного трет-бутилового спирта. После окончания реакции осадок отфильтровывают, а фильтрат собирают. Концентрацию трет-бутиллития в фильтрате определяют двойным титрованием по Гилману. Также трет-бутиллитий можно оттитровать втор-бутиловым спиртом, используя 1,10-фенантролин или 2,2'-бихинолин в качестве индикатора.

## Физические свойства
трет-Бутиллитий представляет собой бесцветное твёрдое вещество, разлагающееся при 140 °С с образованием гидрида лития. При 70 °С и 0,1 мм рт. ст. он сублимируется. Соединение растворимо в углеводородах, диэтиловом эфире и тетрагидрофуране, но бурно реагирует с водой и другими протонными растворителями. Как правило, поставляется в виде 1,7 М раствора в пентане или гептане. В этих растворителях трет-бутиллитий формирует тетрамеры, в диэтиловом эфире он димерен, а в тетрагидрофуране — мономерен. Добавка третичных полиаминов (TMEDA, DABCO и др.) увеличивает его реакционную способность.

## Применение в органическом синтезе
трет-Бутиллитий применяется в синтезе как сильное основание. Поскольку сопряжённая ему кислота — изобутан — имеет константу кислотности pKa около 53, равновесие в реакциях депротонирования практически нацело смещено в сторону депротонированного продукта. Несмотря на то, что трет-бутиллитий имеет более высокую реакционную способность и меньшую нуклеофильность, изомеры данного реагента — н-бутиллитий и втор-бутиллитий используются для литиирования чаще. Используемые в качестве растворителей углеводороды обычно инертны по отношению к реагенту, однако простые эфиры и амины, которые также часто служат растворителями, литиируются реагентом даже при низких температурах.
трет-Бутиллитий используется в реакциях обмена галогенов на литий. Эта обратимая реакция с галогенидами даже при низких температурах даёт литийорганические продукты с хорошим выходом. Этому также способствует третичная структура литиирующего реагента.
Обладая нуклеофильными свойствами, трет-бутиллитий может присоединяться по двойным связям. Так, иногда в реакциях неожиданно образуется неогексиллитий (3,3-диметилбутиллитий) — продукт присоединения трет-бутиллития к этилену, получившемуся при разложении растворителей (диэтилового эфира или тетрагидрофурана).

## Безопасность
Растворы трет-бутиллития пирофорны и могут спонтанно возгораться фиолетовым пламенем при контакте с воздухом. Сосуды, содержащие трет-бутиллитий необходимо продувать инертным газом, чтобы исключить подобный контакт. В случае возникновения пожара нужно пользоваться порошковым огнетушителем и не пытаться погасить пламя водой либо огнетушителем, содержащим галогенированные углеводороды. При работе с этим реагентом важно все действия выполнять за защитным экраном. Операции по переносу трет-бутиллития производятся стандартными методами через шприц или иглу. Также все реакции с трет-бутиллитием следует проводить при температурах, гораздо ниже 0 °С, поскольку они весьма экзотермичны.
Неосторожная работа с трет-бутиллитием становилась причиной трагедий. В 2008 году 23-летняя сотрудница Калифорнийского университета в Лос-Анджелесе Шери Сангджи получила тяжёлые ожоги, отбирая шприцем реагент из бутылки. Поршень шприца выпал, и трет-бутиллитий воспламенился от контакта с воздухом. Затем произошло возгорание растворителей, находившихся на рабочем месте, и одежды девушки. 16 января 2009 года она скончалась от полученных ожогов.